# Ахмад Тукан
Ахмад Тукан (араб. أحمد طوقان; 15 серпня 1903–1981) — йорданський державний і політичний діяч, прем'єр-міністр Йорданії в вересні-жовтні 1970 року.

## Життєпис
1925 року закінчив інженерний факультет Американського університету в Бейруті, 1929 року закінчив аспірантуру Оксфордського університету, здобувши диплом магістра фізичних наук.
Від 1934 до 1950 року обіймав різні посади в галузі управління освітою. 1950 року отримав пост міністра громадських робіт, пізніше, того ж року, очолив міністерство освіти. 1951 року займав пост міністра закордонних справ у кабінеті Саміра ар-Ріфаї. У 1953—1954 роках знову був міністром освіти.
Від 1954 до 1961 року був співробітником ЮНЕСКО. У 1962—1966 роках обіймав посаду експерта Міжнародного банку реконструкції та розвитку. 1967 року виконував обов'язки міністра закордонних справ Йорданії. Того ж року отримав пост заступника голови уряду й державного міністра. Від 1967 до 1969 року очолював міністерство оборони. Після цього знову тимчасово очолив міністерство закордонних справ, одночасно обіймаючи посаду міністра туризму та стародавностей. У 1969—1970 роках вдруге був міністром оборони. У вересні 1970 року був призначений на посаду голови Королівського Хашимітського суду.
Наприкінці вересня 1970 року очолив уряд Йорданії, брав активну участь у боротьбі проти палестинських воєнізованих угруповань. Після відставки з посту голови уряду очолював міністерство королівського двору (до 1972), після чого знову був головою Королівського Хашимітського суду (до 1979).